# Abacetus simplex
Abacetus simplex là một loài bọ chân chạy thuộc phân họ Pterostichinae. Loài này được Blackburn mô tả lần đầu năm 1890.